# جشنواره بین‌المللی فیلم تیرانا
جشنواره بین‌المللی فیلم تیرانا (انگلیسی: Tirana International Film Festival) یا TIFF یک جشنواره فیلم سالیانه است که از سال ۲۰۰۳ به عنوان مهم‌ترین رویداد سینمایی آلبانی در تیرانا برگزار می‌شود.
مهم‌ترین جایزه این جشنواره جغد طلایی "Golden Owl" نام دارد که به بهترین فیلم انتخاب شده از سوی هیئت داوران اهدا می‌شود.